# Цевасти црви
Цевасти црви (Aschelminthes или Aeschelminthes) су група која се данас сматра полифилетском, а која укључује неке псеудоцеломате и друге сличне животиње које се не сматрају међусобно сродним. Те групе су:
- -{Acanthocephala
- Chaetognatha
- Cycliophora
- Gastrotricha
- Kinorhyncha
- Loricifera
- Nematoda
- Nematomorpha
- Priapulida
- Rotifera}-

Карактеристике које су им заједничке, а на које се традиционална систематика позива су да им је тело мање компактно и издужено, због чега су и добили назив и прекривено кутикулом. Немају главу. Унутрашња дупља им је без правих зидова и у њој органи слободно лебде.